# Владимир Овчаров
Владимир Атанасов Овчаров е български лекар, специалист по анатомия, хистология, цитология. Специфична област на интереса и научната му дейност е невроморфологията и невроанатомията. Дългогодишен ръководител на катедрата по анатомия, хистология и ембриология към МУ София, ректор на университета (1999 – 2008 г.), управител на фонд „Научни изследвания“ (2013 г.), академик на БАН.

## Биография
Роден в София в семейство на лекари. Средното си образование завършва през 1958 г. в Пазарджик. Висшето си образование получава във ВМИ в София, който завършва през 1966 г. със степен „доктор“. През 1967 г. постъпва като асистент към катедрата по анатомия в своята алма матер. През 1971 – 72 г. е асистент в университета във Вюрцбург, ФРГ. През 1973 г. защитава научна титла „кандидат на медицинските науки“, през 1979 г. става доктор. Научно звание „доцент“ придобива през 1984 г., а професор през 1989 г. От 1990 – 92 и 1993 – 2010 г. е завеждащ катедрата по анатомия, хистология и ембриология. През професионалната си кариера е бил член и председател на множество професионални и научни организации, президент на Българското дружество по невронаука, председател на Българската национална академия по медицина. Член на редакционните колегии на множество научни списания. Автор е на 300 статии в списания и книги, от които 180 са отпечатени в чужди издания, 6 монографии, от които 3 на английски език, издадени в чужбина. Има над 300 резюмета от изнасяни доклади в научни прояви в страната и чужбина, 55 учебника и учебни помагала, в общо 72 издания, включително CD Body Explorer – Springer, на 6 езика и учебник по хистология – Histologie в Германия на немски език. Под неговата научна редакция излиза българският превод на известния Атлас по анатомия на човека на Синелников през 2010 г.
Има един патент в Германия и над 1500 цитирания, от които над 2/3 в международни списания, монографии, учебници, дисертации. Импакт факторът му е над 285 към 2018 г., като индивидуалният IF е над 110.
Владее английски, немски, руски и френски език.
Академик на БАН от 2012 г.